# Pteriomorphia
Sous-classe
Ordres de rang inférieur
- Arcoida
- Mytiloida  (moules)
- Pectinida (coquilles Saint-Jacques)
- Pterioida  (huîtres)

Les Ptériomorphes ou Pteriomorphia sont une sous-classe de mollusques bivalves. 

## Caractéristiques

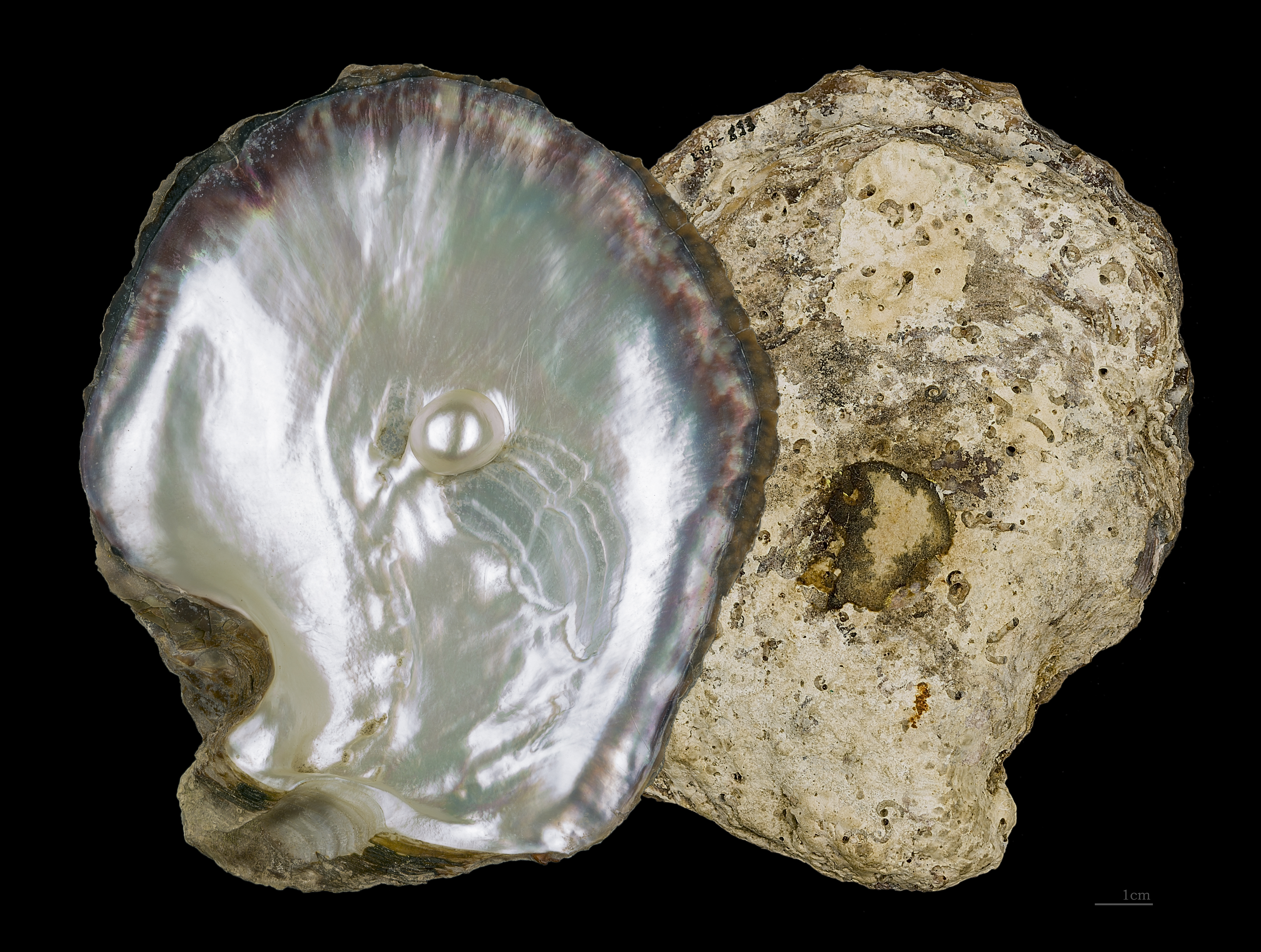
Pinctada margaritifera, une des principales espèces d'huîtres perlières.

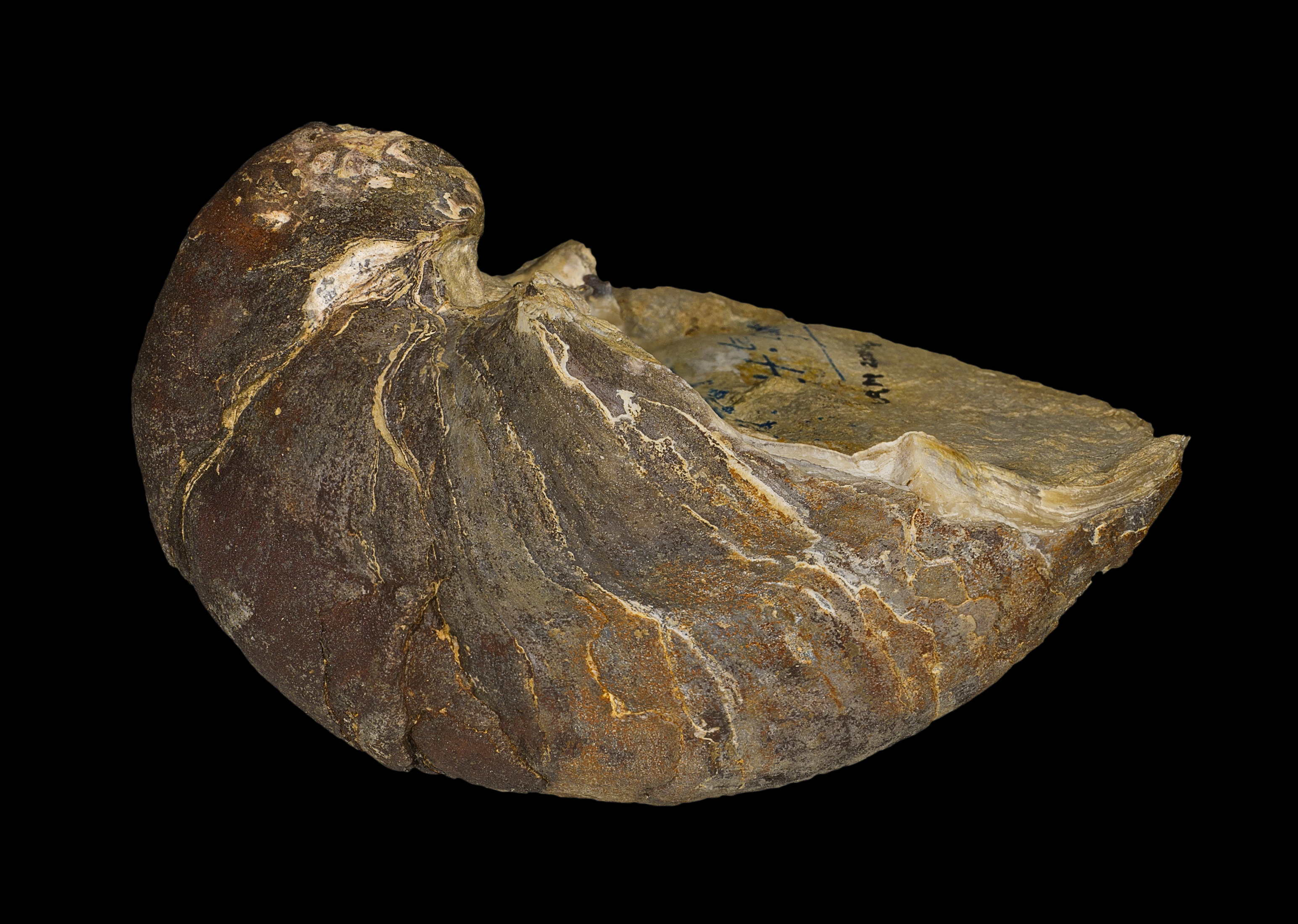
Les gryphées comme Pycnodonte vesicularis sont parmi les fossiles les plus abondants dans certains calcaires.

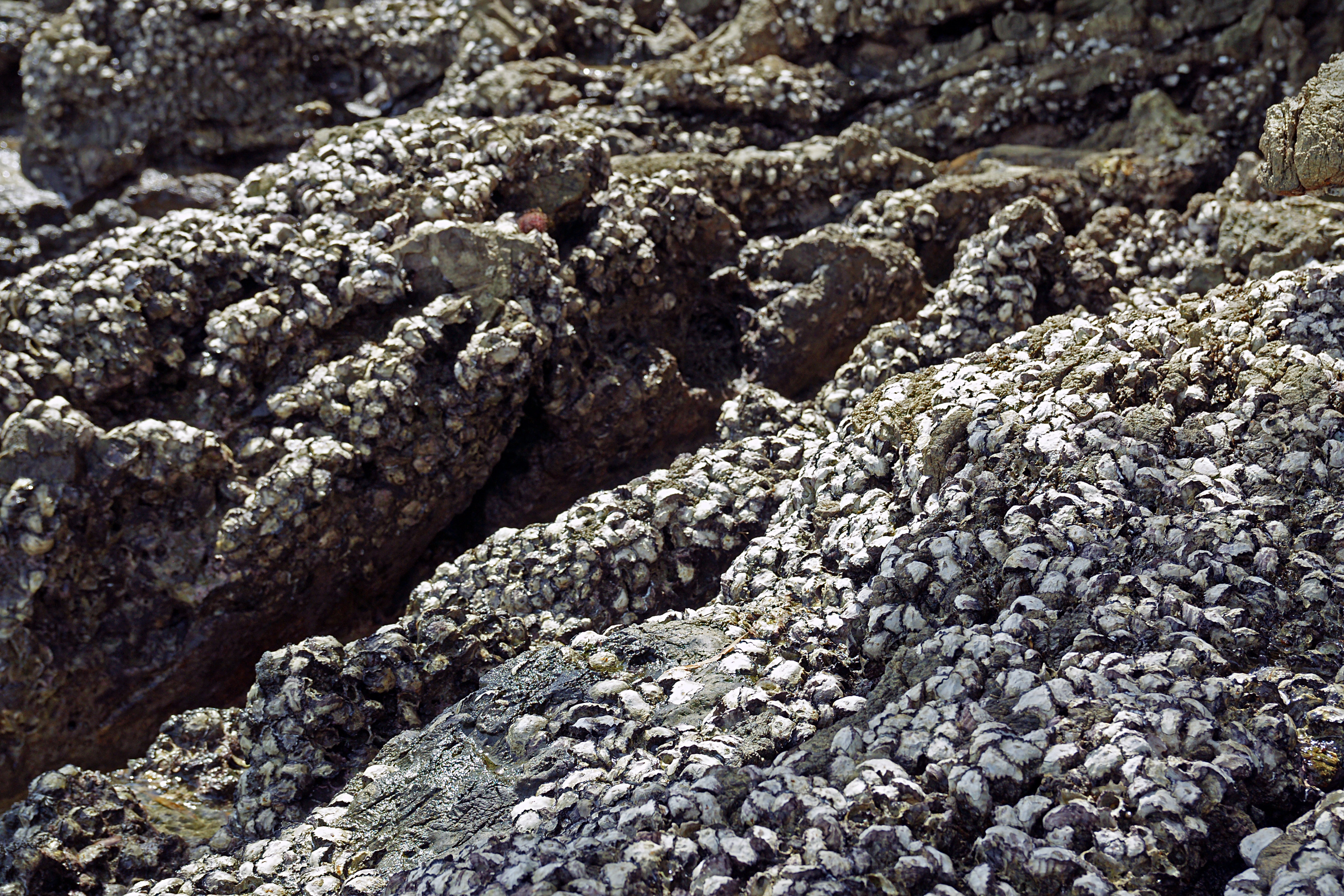
Certaines espèces de ce groupe comme ici Saccostrea cucullata peuvent former des populations extrêmement denses sur les littoraux rocheux.

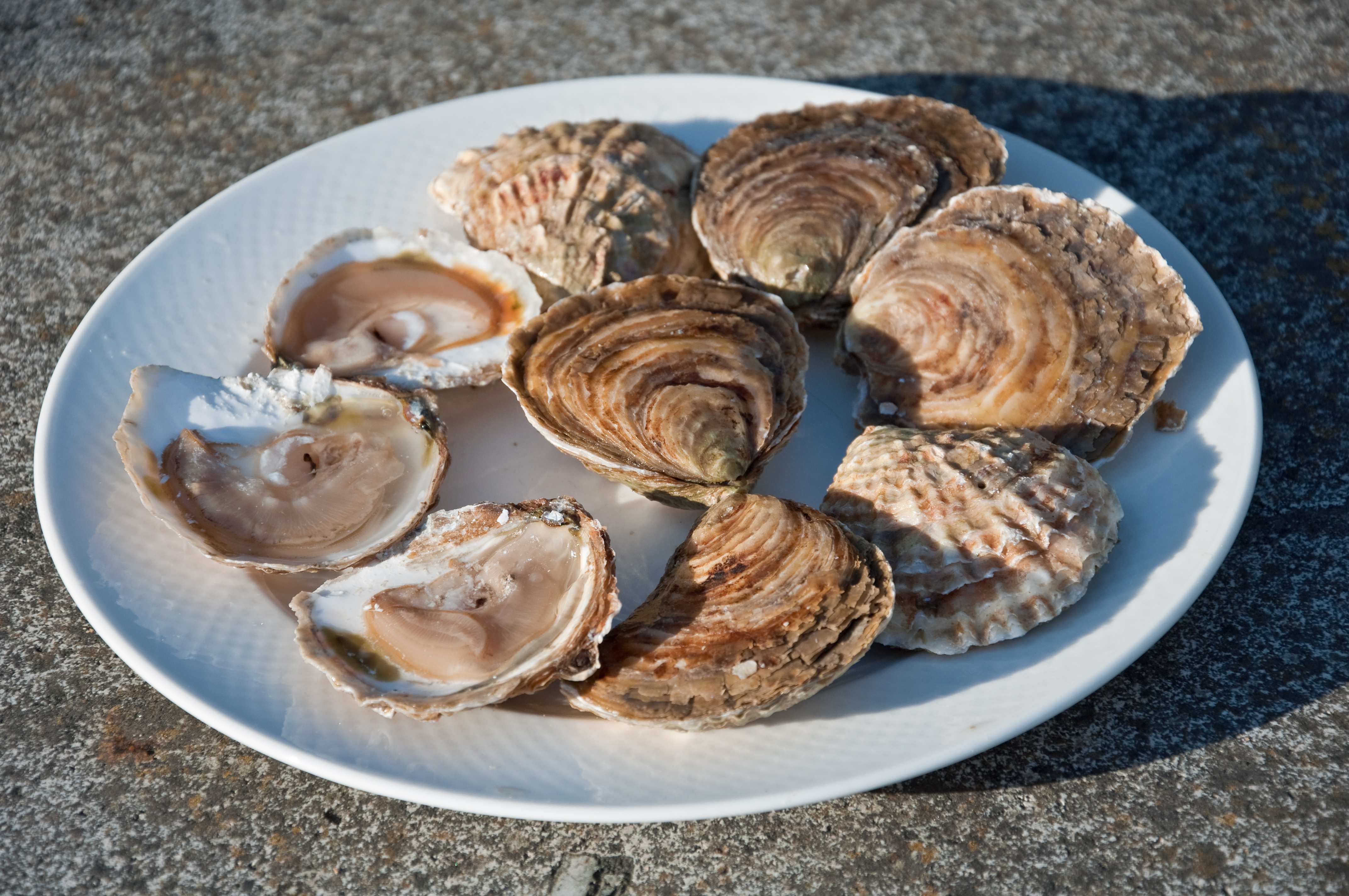
Plusieurs espèces de ce groupe comme ici l'huître européenne Ostrea edulis sont exploitées commercialement pour la consommation de leur chair.

Ces animaux se caractérisent par des coquilles souvent sessiles, une charnière aux dents de type dysodonte ou isodonte. Le groupe comporte un grand nombre d'espèces comestibles d'importance économique considérable parmi lesquelles les huîtres, les moules, les coquilles Saint-Jacques et les pétoncles.
La sous-classe comprend cinq ordres actuels, et d'autres fossiles.

## Liste des sous-taxons
Selon World Register of Marine Species (18 avril 2016) :
- ordre des Arcida Stoliczka, 1871
  - super-famille des Arcoidea Lamarck, 1809
  - super-famille des Glyptarcoidea Cope, 1996 †
  - super-famille des Limopsoidea Dall, 1895
- ordre des Colpomyida Carter, 2011 †
  - super-famille des Colpomyoidea Pojeta & Gilbert-Tomlinson, 1977 †
- ordre des Cyrtodontida Scarlato & Starobogatov, 1971 †
  - super-famille des Cardioloidea R. Hoernes, 1884 †
  - super-famille des Cyrtodontoida Ulrich, 1894 †
  - super-famille des Dualinoidea Conrath, 1887 †
  - super-famille des Falcatodontoidea Cope, 1996 †
  - super-famille des Pichlerioidea Scarlato & Starobogatov, 1979 †
  - super-famille des Praecardioidea R. Hoernes, 1884 †
- ordre des Limida Moore, 1952
  - super-famille des Limoidea Rafinesque, 1815
- ordre des Myalinida Paul, 1939 †
  - super-famille des Alatoconchoidea Termier, Termier & Lapparent, 1974 †
  - super-famille des Ambonychioidea S. A. Miller, 1877 †
  - super-famille des Inoceramoidea Giebel, 1852 †
  - super-famille des Prokopievskioidea Vokes, 1967 †
- ordre des Mytilida Férussac, 1822
  - super-famille des Modiolopsoidea P. Fischer, 1886 †
  - super-famille des Mytiloidea Rafinesque, 1815
- ordre des Ostreida Férussac, 1822
  - super-famille des Ostreoidea Rafinesque, 1815
  - super-famille des Pinnoidea Leach, 1819
  - super-famille des Posidonioidea Neumayr, 1891 †
  - super-famille des Pterioidea Gray, 1847 (1820)
  - super-famille des Rhombopterioidea Korobkov, 1960 †
- ordre des Pectinida Gray, 1854
  - super-famille des Anomioidea Rafinesque, 1815
  - super-famille des Aviculopectinoidea Meek & Hayden, 1865 †
  - super-famille des Buchioidea Cox, 1953 †
  - super-famille des Chaenocardioidea S. A. Miller, 1889 †
  - super-famille des Dimyoidea P. Fischer, 1886
  - super-famille des Entolioidea Teppner, 1922 †
  - super-famille des Euchondrioidea Newell, 1938 †
  - super-famille des Eurydesmatoidea Reed, 1932 †
  - super-famille des Heteropectinoidea Beurlen, 1954 †
  - super-famille des Oxytomoidea Ichikawa, 1958 †
  - super-famille des Pectinoidea Rafinesque, 1815
  - super-famille des Plicatuloidea Gray, 1854
  - super-famille des Prospondyloidea Pchelintseva, 1960 †
  - super-famille des Pterinopectinoidea Newell, 1938 †
- famille des Ischyrodontidae Scarlato & Starobogatov, 1979 †
- famille des Matheriidae Scarlato & Starobogatov, 1979 †
- famille des Myodakryotidae Tunnicliff, 1987 †

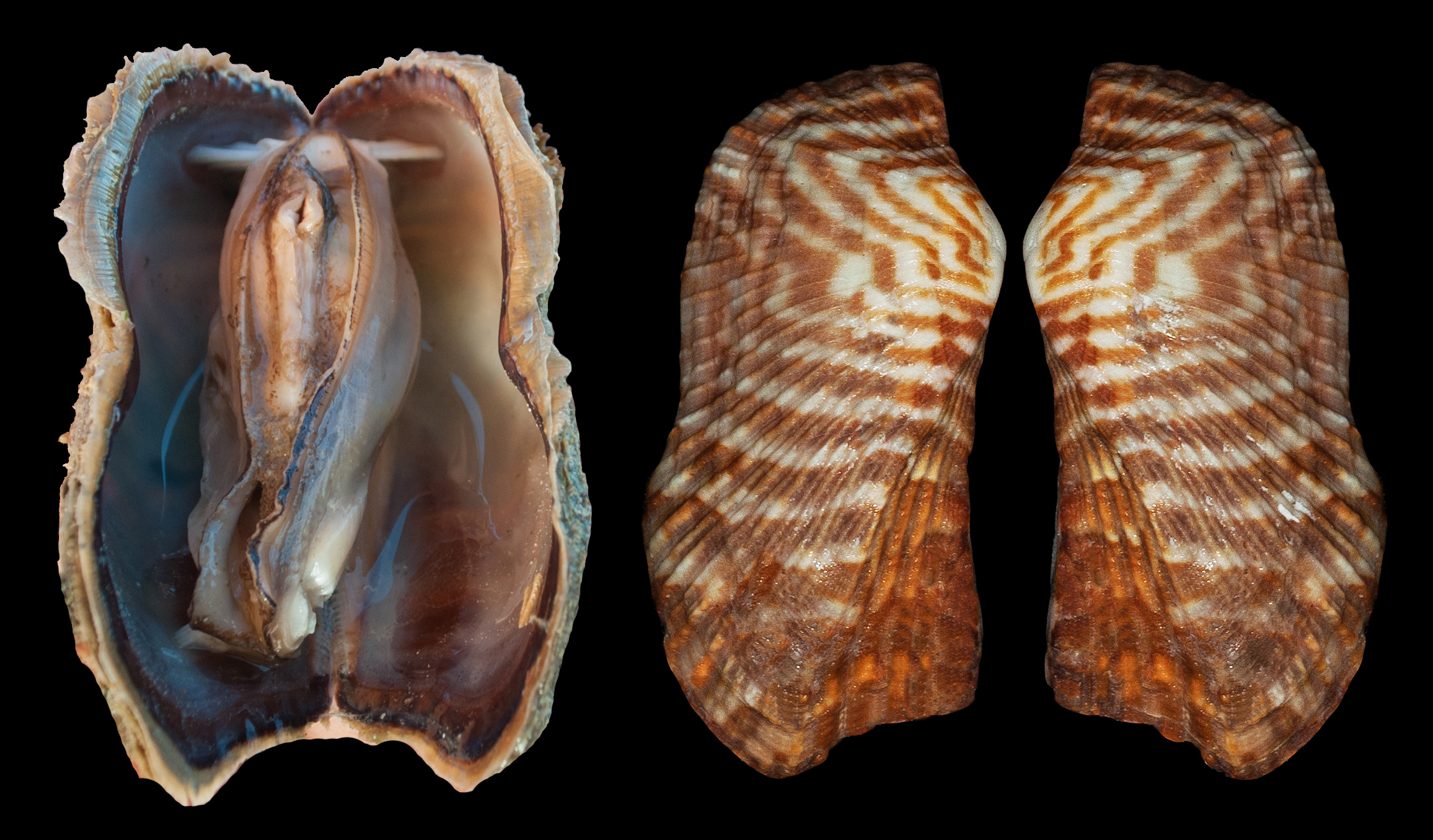
Arca zebra (Arcida)
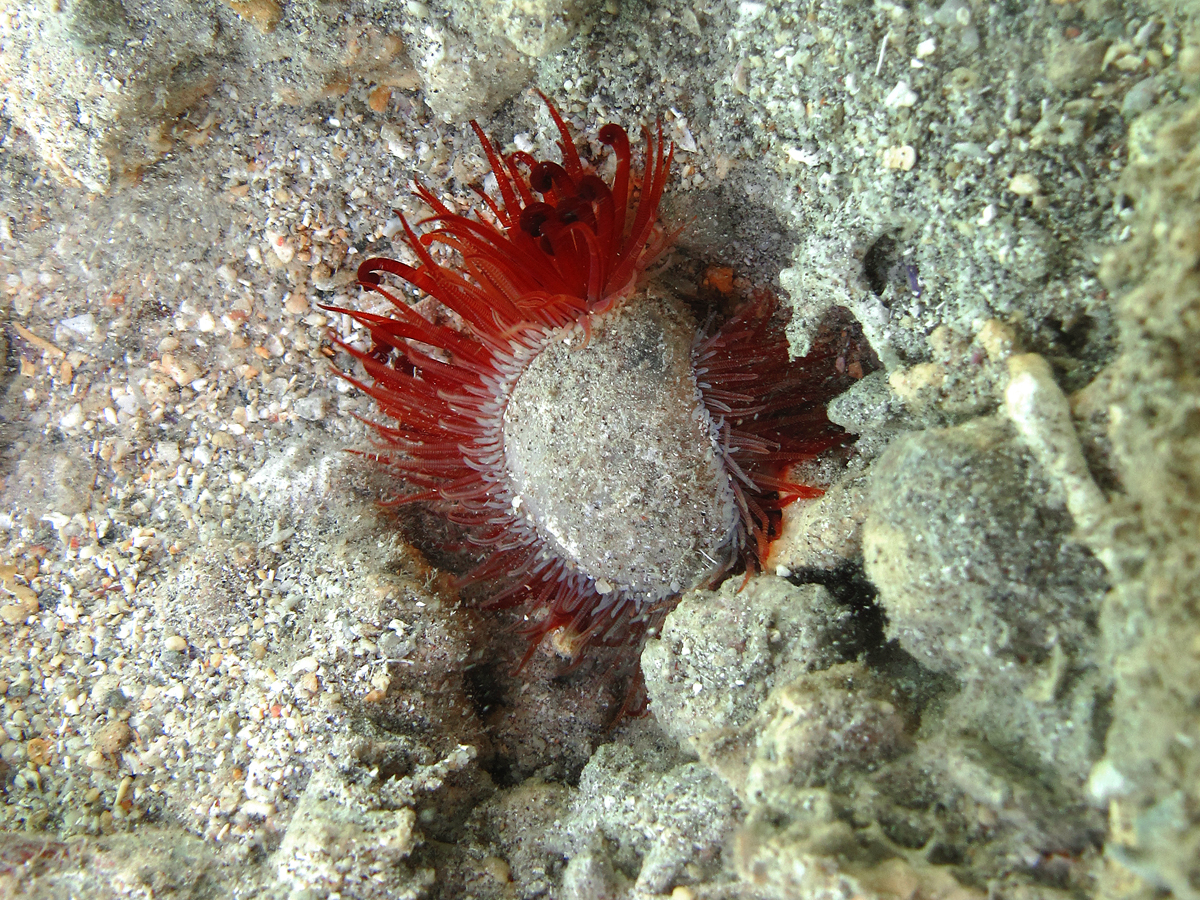
Limaria fragilis (Limoida, les limes)
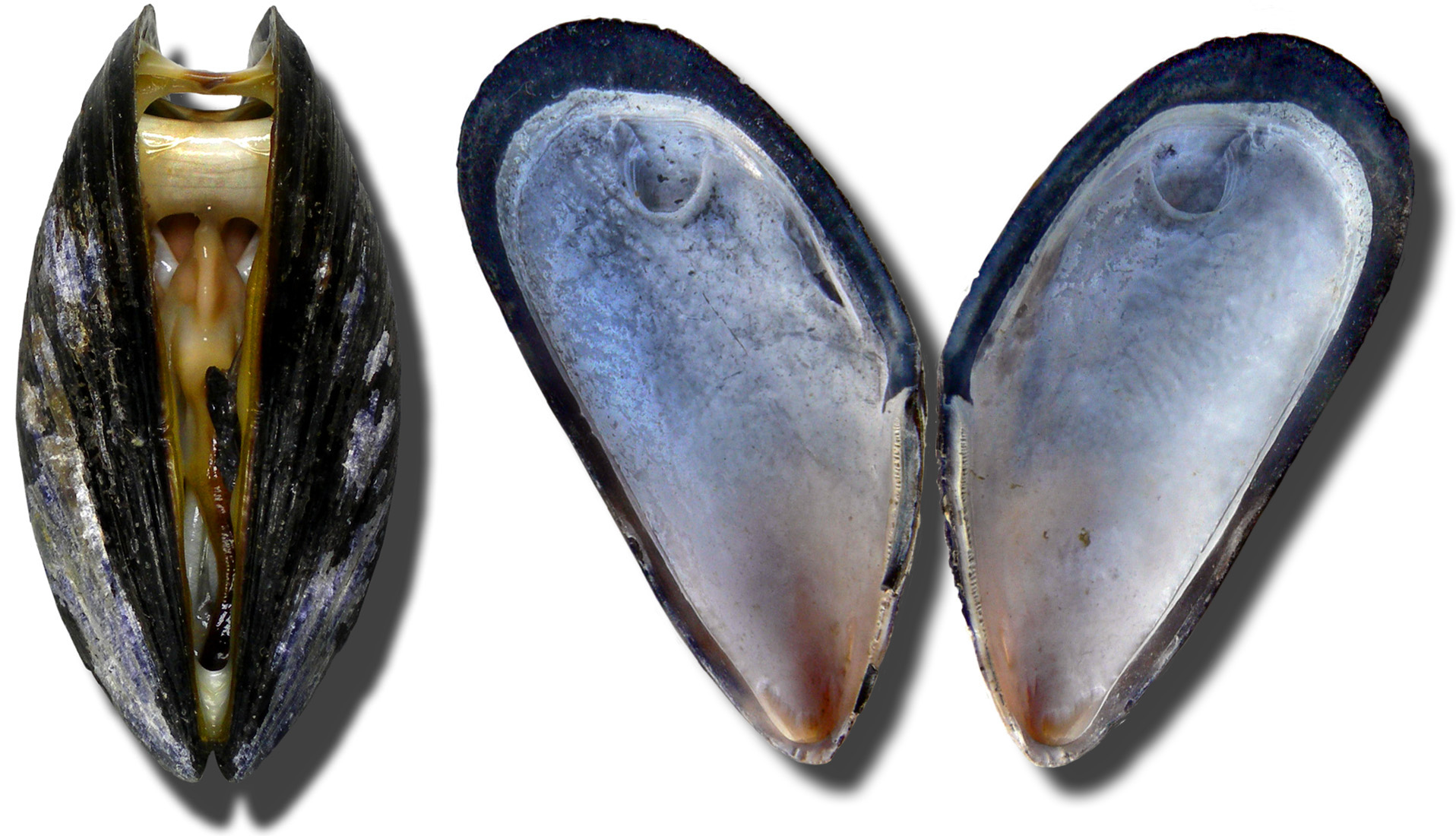
Mytilus edulis (Mytilida, les moules)
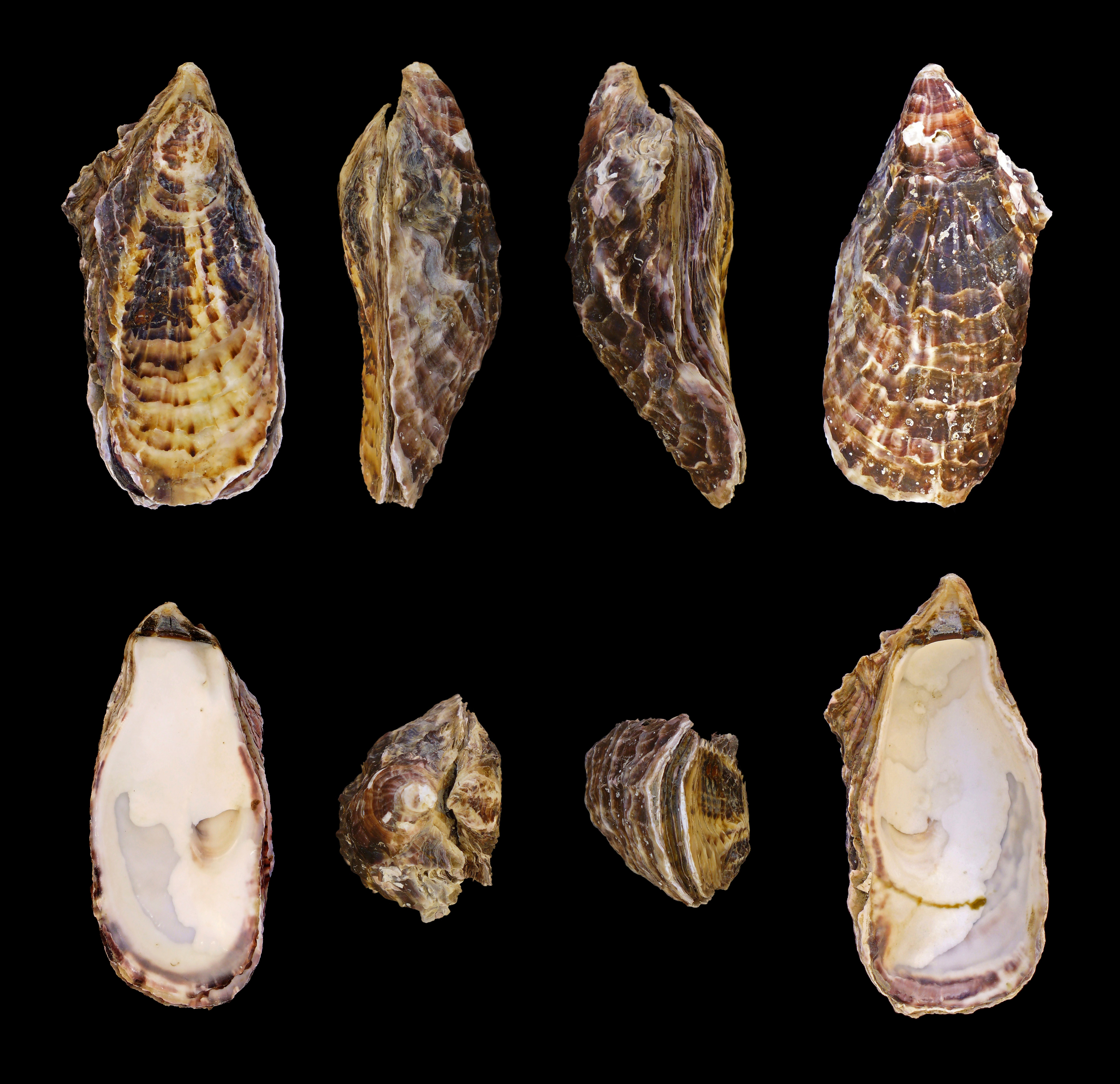
Crassostrea gigas (Ostreida, les huîtres)
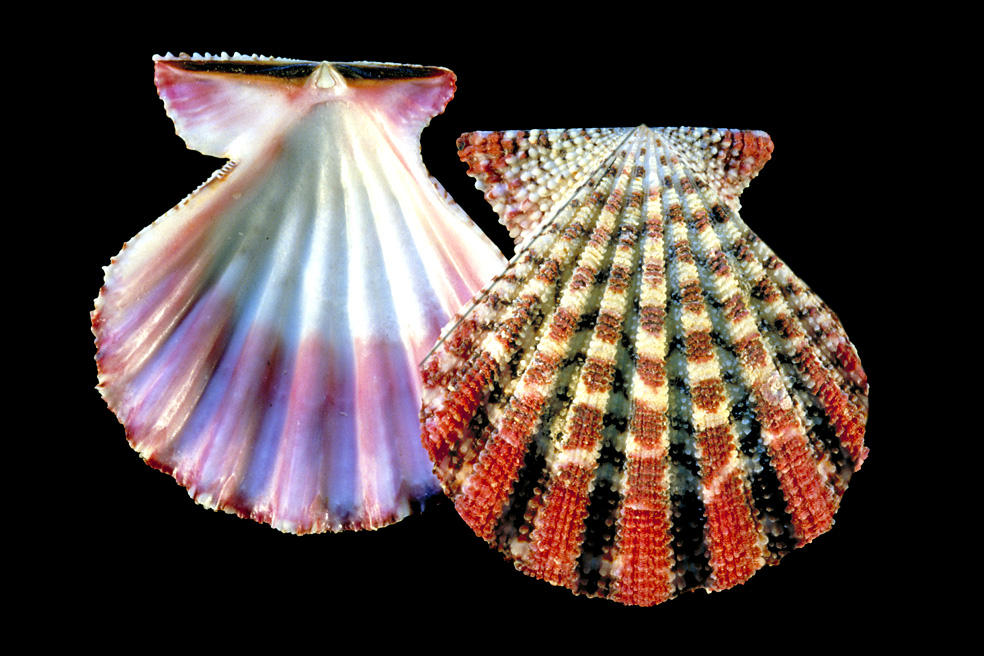
Chlamys sanguinolentus (Pectinida, les pectens et Saint-Jacques)